# Saison 2021-2022 de Colomiers Rugby
Cette page présente la saison 2021-2022 de Colomiers Rugby en Pro D2.

## Entraîneurs
- Julien Sarraute : entraîneur principal
- Fabien Berneau : entraîneur des avants
- Fabrice Culinat : intervenant sur le poste de demi-de-mêlée
- David Skrela : intervenant jeu au pied
- Gurthrö Steenkamp : intervenant mêlée

## Effectif
| Nom                   | Poste                  | Naissance         | Nationalité sportive | Sélections | Dernier club        | Arrivée au club (année) |
| --------------------- | ---------------------- | ----------------- | -------------------- | ---------- | ------------------- | ----------------------- |
| Victor Delmas         | Pilier                 | 31 mai 1991       | France               | -          | Bath Rugby          | 2019                    |
| Hugo Djehi            | Pilier                 | 30 juin 1998      | France               | -          | Formé au club       | 2019                    |
| Thomas Dubois         | Pilier                 | 8 mai 1989        | France               | -          | USA Perpignan       | 2012                    |
| Kane Palma-Newport    | Pilier                 | 26 octobre 1990   | Angleterre           | -          | Bath Rugby          | 2018                    |
| Hugo Pirlet           | Pilier                 | 2 octobre 1996    | France               | -          | RC Narbonne         | 2018                    |
| Beka Sheklashvili     | Pilier                 | 6 juillet 1986    | Géorgie              |            | SC Albi             | 2017                    |
| Guillaume Tartas      | Pilier                 | 20 novembre 1996  | France               | -          | SU Agen             | 2017                    |
| Hikawera Elliot       | Talonneur              | 20 janvier 1986   | Nouvelle-Zélande     |            | USON Nevers         | 2020                    |
| Thomas Larrieu        | Talonneur              | 11 mai 1991       | France               | -          | Valence Romans DR   | 2020                    |
| Youssef Saaidia       | Talonneur              | 9 février 1995    | Algérie              |            | Formé au club       | 2015                    |
| Clément Chartier      | Deuxième ligne         | 11 mars 1994      | France               | -          | Formé au club       | 2014                    |
| Lilian Rousset        | Deuxième ligne         | 3 avril 2000      | France               | -          | FC Grenoble         | 2021                    |
| Maxime Granouillet    | Deuxième ligne         | 12 février 1989   | France               | -          | Stade aurillacois   | 2017                    |
| Alexandre Ricard      | Deuxième ligne         | 30 juin 1997      | France               | -          | Formé au club       | 2018                    |
| Anthony Coletta       | Deuxième ligne         | 25 avril 1989     | France               | -          | Soyaux Angoulême XV | 2020                    |
| Aldric Lescure        | Troisième ligne        | 10 juillet 1990   | France               | -          | Soyaux Angoulême XV | 2020                    |
| Jorick Dastugue       | Troisième ligne aile   | 12 mai 1992       | France               | -          | Rouen NR            | 2021                    |
| Mihai Macovei         | Troisième ligne        | 29 octobre 1986   | Roumanie             |            | RC Massy            | 2015                    |
| Jean Thomas           | Troisième ligne        | 10 mars 1994      | France               | -          | Formé au club       | 2013                    |
| Waël Ponpon           | Troisième ligne        | 24 septembre 1997 | France               | -          | Formé au club       | 2018                    |
| Karl Chateau          | Troisième ligne        | 15 juin 1992      | France               | -          | USA Perpignan       | 2021                    |
| Yann Peysson          | Troisième ligne centre | 6 juillet 2000    | France               | -          | Formé au club       | 2018                    |
| Romain Bezian         | Troisième ligne centre | 9 août 1988       | France               | -          | Tarbes PR           | 2015                    |
| Pierre-Samuel Pacheco | Troisième ligne centre | 16 avril 2000     | France               | -          | Formé au club       | 2018                    |
| Edoardo Gori          | Demi de mêlée          | 5 mars 1990       | Italie               |            | Benetton Trévise    | 2019                    |
| Ugo Seguela           | Demi de mêlée          | 14 février 2001   | France               | -          | Formé au club       | 2020                    |
| Maxime Javaux         | Demi d'ouverture       | 4 novembre 1993   | France               | -          | Valence Romans DR   | 2021                    |
| Romuald Séguy         | Demi d'ouverture       | 5 février 1996    | France               | -          | US Carcassonne      | 2021                    |
| Johan Deysel          | Centre                 | 26 septembre 1991 | Namibie              |            | Sharks              | 2018                    |
| Michele Campagnaro    | Centre                 | 13 mars 1993      | Italie               |            | Harlequins          | 2021                    |
| Grégoire Maurino      | Centre                 | 3 mars 1990       | France               | -          | Formé au club       | 2010                    |
| Fabien Perrin         | Centre                 | 16 juin 1988      | Espagne              |            | US bressane         | 2019                    |
| Florian Nicot         | Centre                 | 30 septembre 1986 | France               | -          | Section paloise     | 2020                    |
| Victor Moro           | Ailier                 | 3 juin 1996       | France               | -          | Formé au club       | 2019                    |
| Alexis Palisson       | Ailier                 | 9 septembre 1987  | France               |            | Stade français      | 2020                    |
| Paul Pimienta         | Ailier                 | 12 septembre 1995 | France               | -          | FC Auch             | 2017                    |
| Jules Cordier         | Ailier                 | 19 mai 2001       | France               | -          | Formé au club       | 2021                    |
| Simon Delas           | Ailier                 | 13 juin 2000      | France               | -          | Formé au club       | 2019                    |
| Peni Rokoduguni       | Ailier                 | 13 juin 2000      | Fidji                | -          | Formé au club       | 2019                    |
| Thomas Girard         | Arrière                | 15 mars 1991      | France               | -          | RC Massy            | 2018                    |
| Valentin Saurs        | Arrière                | 12 février 1995   | France               | -          | SU Agen             | 2021                    |

## Calendrier et résultats

### Pro D2
| - Colomiers rugby - Provence rugby : 34 - 19 - Oyonnax rugby - Colomiers rugby : 21 - 23 - Colomiers rugby - Stade aurillacois : 27 - 0 - Rouen NR - Colomiers rugby : 19 - 24 - Colomiers rugby - US Montauban : 41 - 14 - USO Nevers - Colomiers rugby : 19 - 17 - Colomiers rugby - Aviron bayonnais : 27 - 26 - AS Béziers - Colomiers rugby : 16 - 15 - FC Grenoble - Colomiers rugby : 15 - 22 - Colomiers rugby - US Carcassonne : 16 - 17 - RC Narbonne - Colomiers rugby : 20 - 23 - Colomiers rugby - RC Vannes : 23 - 29 - SU Agen - Colomiers rugby : 18 - 8 - Colomiers rugby - US bressane : 27 - 10 - Stade montois - Colomiers rugby : 27 - 9 | - Provence rugby - Colomiers rugby : 27 - 20 - Colomiers rugby - Oyonnax rugby : 29 - 17 - Stade aurillacois - Colomiers rugby : 12 - 10 - Colomiers rugby - Rouen NR : 32 - 29 - US Montauban - Colomiers rugby : 22 - 8 - Colomiers rugby - USO Nevers : 26 - 21 - Aviron bayonnais - Colomiers rugby : 37 - 10 - Colomiers rugby - AS Béziers : 16 - 12 - Colomiers rugby - FC Grenoble : 25 - 20 - US Carcassonne - Colomiers rugby : 24 - 18 - Colomiers rugby - RC Narbonne : 24 - 12 - RC Vannes - Colomiers rugby : 19 - 24 - Colomiers rugby - SU Agen : 21 - 16 - US bressane - Colomiers rugby : 22 - 26 - Colomiers rugby - Stade montois : 27 - 23 |

### Classement Pro D2
| Rang | Club               | J  | V  | N | D  | Bo | Bd | Pm  | Pe  | Diff | Pts |
| ---- | ------------------ | -- | -- | - | -- | -- | -- | --- | --- | ---- | --- |
| 1    | Stade montois      | 30 | 23 | 0 | 7  | 12 | 2  | 860 | 525 | +335 | 106 |
| 2    | Aviron bayonnais R | 30 | 20 | 2 | 8  | 12 | 4  | 890 | 607 | +283 | 100 |
| 3    | Oyonnax Rugby      | 30 | 20 | 1 | 9  | 10 | 4  | 910 | 534 | +376 | 96  |
| 4    | USON Nevers        | 30 | 16 | 2 | 12 | 9  | 5  | 759 | 611 | +148 | 82  |
| 5    | US Carcassonne     | 30 | 17 | 1 | 12 | 4  | 6  | 694 | 621 | +73  | 80  |
| 6    | Colomiers Rugby    | 30 | 18 | 0 | 12 | 2  | 4  | 639 | 595 | +44  | 78  |
| 7    | Provence Rugby     | 30 | 17 | 1 | 12 | 1  | 5  | 671 | 684 | -13  | 76  |
| 8    | US Montauban       | 30 | 14 | 2 | 14 | 3  | 5  | 671 | 758 | -87  | 68  |
| 9    | AS Béziers         | 30 | 13 | 1 | 16 | 2  | 8  | 619 | 634 | -15  | 64  |
| 10   | Stade aurillacois  | 30 | 14 | 0 | 16 | 1  | 5  | 550 | 720 | -170 | 62  |
| 11   | RC Vannes          | 30 | 12 | 2 | 16 | 4  | 5  | 655 | 623 | +32  | 61  |
| 12   | FC Grenoble        | 30 | 11 | 3 | 16 | 3  | 7  | 619 | 653 | -34  | 60  |
| 13   | SU Agen R          | 30 | 10 | 1 | 19 | 1  | 13 | 604 | 725 | -121 | 56  |
| 14   | Rouen NR           | 30 | 10 | 1 | 19 | 1  | 6  | 606 | 823 | -217 | 49  |
| 15   | US bressane P      | 30 | 9  | 3 | 18 | 1  | 3  | 607 | 844 | -237 | 46  |
| 16   | RC Narbonne P      | 30 | 5  | 2 | 23 | 0  | 8  | 544 | 941 | -397 | 32  |

### Tableau final
|  | Barrages                            | Barrages                           |                                  |                                  | Demi-finales                               | Demi-finales                               |  |  | Finale                     | Finale                     |
|  | Barrages                            | Barrages                           |                                  |                                  | Demi-finales                               | Demi-finales                               |  |  | Finale                     | Finale                     |
|  |                                     |                                    |                                  |                                  |                                            |                                            |  |  |                            |                            |
|  | 19 mai 2022 au stade du Pré Fleuri  | 19 mai 2022 au stade du Pré Fleuri |                                  |                                  | 29 mai 2022 au stade André-et-Guy-Boniface | 29 mai 2022 au stade André-et-Guy-Boniface |  |  | 5 juin 2022 au GGL Stadium | 5 juin 2022 au GGL Stadium |
|  | 19 mai 2022 au stade du Pré Fleuri  | 19 mai 2022 au stade du Pré Fleuri |                                  |                                  | 29 mai 2022 au stade André-et-Guy-Boniface | 29 mai 2022 au stade André-et-Guy-Boniface |  |  | 5 juin 2022 au GGL Stadium | 5 juin 2022 au GGL Stadium |
|  | 19 mai 2022 au stade du Pré Fleuri  | 19 mai 2022 au stade du Pré Fleuri | [1] Stade montois                | 26                               |                                            |                                            |  |  | 5 juin 2022 au GGL Stadium | 5 juin 2022 au GGL Stadium |
|  | [4] USON Nevers                     | 24                                 | [1] Stade montois                | 26                               |                                            |                                            |  |  | 5 juin 2022 au GGL Stadium | 5 juin 2022 au GGL Stadium |
|  | [4] USON Nevers                     | 24                                 | [4] USON Nevers                  | 15                               |                                            |                                            |  |  | 5 juin 2022 au GGL Stadium | 5 juin 2022 au GGL Stadium |
|  | [5] US Carcassonne                  | 12                                 | [4] USON Nevers                  | 15                               |                                            |                                            |  |  | 5 juin 2022 au GGL Stadium | 5 juin 2022 au GGL Stadium |
|  | [5] US Carcassonne                  | 12                                 | 29 mai 2022 au stade Jean-Dauger | 29 mai 2022 au stade Jean-Dauger | [1] Stade montois                          | 20                                         |  |  |                            |                            |
|  | 20 mai 2022 au stade Charles-Mathon |                                    | 29 mai 2022 au stade Jean-Dauger | 29 mai 2022 au stade Jean-Dauger | [1] Stade montois                          | 20                                         |  |  |                            |                            |
|  |                                     | [2] Aviron bayonnais               | 29 mai 2022 au stade Jean-Dauger | 29 mai 2022 au stade Jean-Dauger | 49                                         |                                            |  |  |                            |                            |
|  | [3] Oyonnax rugby                   | [2] Aviron bayonnais               | 29 mai 2022 au stade Jean-Dauger | 29 mai 2022 au stade Jean-Dauger | 49                                         | 19                                         |  |  |                            |                            |
|  | [3] Oyonnax rugby                   | [3] Oyonnax rugby                  | 20                               |                                  |                                            | 19                                         |  |  |                            |                            |
|  | [6] Colomiers rugby                 | [3] Oyonnax rugby                  | 20                               | 15                               |                                            |                                            |  |  |                            |                            |
|  | [6] Colomiers rugby                 | [2] Aviron bayonnais               | 32                               | 15                               |                                            |                                            |  |  |                            |                            |
|  |                                     | [2] Aviron bayonnais               | 32                               |                                  |                                            |                                            |  |  |                            |                            |

### Phase finale

#### Barrages
| Barrage 20 mai 2022 20 h 45 | Oyonnax rugby                                                                                            | 19 - 15 (9 - 9) | Colomiers rugby                                 | stade Charles-Mathon, Oyonnax Arbitre : Jonathan Dufort |
| Barrage 20 mai 2022 20 h 45 | Essai(s) : 1 Millet (44e) Transformation(s) : 1 Soulan (45e) Pénalité(s) : 4 Soulan (16e, 19e, 38e, 80e) | Rapport         | Pénalité(s) : 5 Girard (6e, 11e, 34e, 49e, 62e) | stade Charles-Mathon, Oyonnax Arbitre : Jonathan Dufort |
| Barrage 20 mai 2022 20 h 45 | | Rapport         |                                                 | stade Charles-Mathon, Oyonnax Arbitre : Jonathan Dufort |

## Statistiques

### Championnat de France
Meilleurs réalisateurs
| Rang | Joueur | Poste | Points | Essais | Transf. | Pén. | Drops |
| ---- | ------ | ----- | ------ | ------ | ------- | ---- | ----- |
| 1    | -      | -     | -      | -      | -       | -    | -     |
| 2    | -      | -     | -      | -      | -       | -    | -     |
| 3    | -      | -     | -      | -      | -       | -    | -     |
| 4    | -      | -     | -      | -      | -       | -    | -     |
| 5    | -      | -     | -      | -      | -       | -    | -     |

Meilleurs marqueurs
| Rang | Joueur | Poste | Essais |
| ---- | ------ | ----- | ------ |
| 1    | -      | -     | -      |
| 2    | -      | -     | -      |
| 3    | -      | -     | -      |
| 4    | -      | -     | -      |
| 5    | -      | -     | -      |